# أوديون ليستر سكوير
أوديون ليستر سكوير هي سينما بارزة في وست اند (لندن). تم بناءها على طراز الفن الزخرفي واكتملت في عام 1937، وقد تم تغيير شكل المبنى باستمرار استجابة للتطورات في تكنولوجيا السينما، وتعتبر أول سينما دولبي في المملكة المتحدة.
توجد السينما وسط الجانب الشرقي من ساحة ليستر في لندن، وتتميز بواجهة من الجرانيت الأسود المصقول وبرج إرتفاعه 37 متر يوجد أعلاه اسم السينما. تستضيف العديد من العروض السينمائية العالمية والأوروبية.

## التاريخ
تم الانتهاء من بناء سينما أوديون من قبل السير روبرت ماك ألبين في عام 1937  وفقاً لتصميم هاري ويدون وأندرو ماذر في موقع الحمامات التركية. تكلف الموقع 550 ألف جنيه إسترليني، واستغرق بناء السينما سبعة أشهر بتكلفة 232.755 جنيه إسترليني  مع 2116 مقعدًا. كانت ليلة الافتتاح الثلاثاء 2 نوفمبر 1937.
حصل كبير مهندسي المسرح، نايجل وولاند، على وسام رتبة الإمبراطورية البريطانية لخدمات صناعة السينما في عام 2007. حصل المدير العام للمسرح، كريس هيلتون، على جائزة رتبة الإمبراطورية البريطانية لخدمات صناعة السينما في عام 2010.
بعد تقاعد نايجل وولاند في عام 2006 ، تم تعيين مارك نيس كبير مهندسي السينما. تمت ترقية مارك نيس لاحقًا إلى منصب مهندس شركة أوديون مع تولي توني بورفيس ومايكل مانيكس منصب مديري العمليات الرقمية.

## المواصفات الفنية
أول نظام دوبلي يتم تركيبة في المملكة المتحدة موجود في أوديون ليستر سكوير. قدم هذا مزيجًا من نظام الإسقاط بالليزر المزدوج دوبلي فيجن ونظام الصوت المتحرك دوبلي أتموس. أوديون هي أكبر سينما ذات شاشة واحدة في المملكة المتحدة وواحدة من القلائل اللاتي توجد دائرتها وأكشاكها حتي الآن. يوجد بها 800 مقعد - بما في ذلك 22 مقعدا مع كرسي كامل - وتوجد بها «غرفة المتقاعدين الملكية» لزيارة الملوك. يتميز بار أوسكار بإطلالات عبر ساحة ليستر من شرفة زجاجية مغلقة.

## التطويرات الأخيرة
في عام 2018، أجرت أوديون تجديدًا كاملاً بتكلفة متوقعة تتراوح بين 10 و 15 مليون جنيه إسترليني، والتي شهدت الاحتفاظ بالمبنى كسينما ذات شاشة واحدة مع أكشاك ومستويات دائرية والحفاظ على شخصية المكان الأصلية. أغلقت السينما في 10 يناير 2018 مع إعادة افتتاح متوقع في الوقت المناسب لمهرجان لندن السينمائي في أكتوبر. لكن أعيد افتتاح السينما في 21 ديسمبر 2018، وتم تغيير علامتها التجارية كجزء من سلسلة أوديون لوكس، مع سعة منخفضة للمقاعد الفاخرة، وأول شاشة دوبلي تجارية تُفتح في المملكة المتحدة.